# Région de Prešov
 (août 2024).
Si vous disposez d'ouvrages ou d'articles de référence ou si vous connaissez des sites web de qualité traitant du thème abordé ici, merci de compléter l'article en donnant les références utiles à sa vérifiabilité et en les liant à la section « Notes et références ».
La région de Prešov (en slovaque : Prešovský kraj) est une région administrative et (depuis le 19 décembre 2001) une collectivité territoriale de Slovaquie, située au nord-est du pays. Jusqu'en 1990 elle fait partie de la région de Slovaquie orientale.

## Géographie
| District de Prešov District de Sabinov District de · Svidník District de · Bardejov District de · Vranov nad Topľou District de · Levoča District de · Kežmarok District de · Stará Ľubovňa District de · Poprad District de · Medzilaborce District de · Humenné District de Snina District de · Stropkov |

La région de Prešov est subdivisée en treize districts :
- District de Prešov ;
- District de Sabinov ;
- District de Bardejov ;
- District de Svidník ;
- District de Vranov nad Topľou ;
- District de Levoča ;
- District de Kežmarok ;
- District de Stará Ľubovňa ;
- District de Poprad ;
- District de Medzilaborce ;
- District de Humenné ;
- District de Snina ;
- District de Stropkov.

### Villes
| - Bardejov - Giraltovce - Hanušovce nad Topľou - Humenné - Kežmarok - Levoča - Lipany - Medzilaborce | - Podolínec - Poprad - Prešov - Sabinov - Snina - Spišská Belá - Spišská Stará Ves - Spišské Podhradie | - Stará Ľubovňa - Stropkov - Svidník - Svit - Veľký Šariš - Vranov nad Topľou - Vysoké Tatry |

## Démographie

### Évolution de la population
| Année:               | 1994.   | 2004.   | 2014.   | 2024.   |
| -------------------- | ------- | ------- | ------- | ------- |
| Nombre de personnes: | 763 911 | 796 745 | 819 977 | 810 008 |
| Différence:          |         | +4,29 % | +2,91 % | -1,21 % |

| Année:               | 2023.   | 2024.   |
| -------------------- | ------- | ------- |
| Nombre de personnes: | 808 810 | 810 008 |
| Différence:          |         | +0,14 % |